# Вайтвотер (містечко, Вісконсин)
Вайтвотер (англ. Whitewater) — місто (англ. town) в США, в окрузі Волворт штату Вісконсин. Населення — 1433 особи (2020).

## Демографія
Згідно з переписом 2010 року, у місті мешкала 1471 особа в 578 домогосподарствах у складі 443 родин. Було 902 помешкання
Расовий склад населення:
| - 96,9 % — білих - 0,6 % — азіатів - 0,3 % — чорних або афроамериканців |

До двох чи більше рас належало 1,4 %. Частка іспаномовних становила 4,0 % від усіх жителів.
За віковим діапазоном населення розподілялося таким чином: 20,1 % — особи молодші 18 років, 62,4 % — особи у віці 18—64 років, 17,5 % — особи у віці 65 років та старші. Медіана віку мешканця становила 46,3 року. На 100 осіб жіночої статі у місті припадало 108,4 чоловіків;  на 100 жінок у віці від 18 років та старших — 105,1 чоловіків також старших 18 років.
Середній дохід на одне домашнє господарство  становив 93 728 доларів США (медіана — 76 250), а середній дохід на одну сім'ю — 99 228 доларів (медіана — 84 886). Медіана доходів становила 54 167 доларів для чоловіків та 36 786 доларів для жінок. За межею бідності перебувало 4,7 % осіб, у тому числі 8,6 % дітей у віці до 18 років та 4,7 % осіб у віці 65 років та старших.
Цивільне працевлаштоване населення становило 743 особи. Основні галузі зайнятості: освіта, охорона здоров'я та соціальна допомога — 23,6 %, виробництво — 20,3 %, науковці, спеціалісти, менеджери — 9,3 %, мистецтво, розваги та відпочинок — 7,8 %.